# Crossopetalum
Crossopetalum es un género de plantas  pertenecientes a la familia Celastraceae. Comprende 52 especies descritas y de estas, solo 39 aceptadas.

## Descripción
Son árboles pequeños o arbustos, glabros o pubescentes; plantas hermafroditas. Hojas opuestas, raras veces alternas o ternadas, enteras o crenadas, membranosas o coriáceas; estípulas inconspicuas. Inflorescencia un dicasio axilar o sobre nudos floríferos acompañado de hojas no desarrolladas, pedúnculo corto o alargado, con pocas o muchas flores; cáliz corto, urceolado, 4 o 5-lobado, lóbulos redondeados; pétalos 4 o 5, reflexos; estambres 4 o 5, insertados entre los lóbulos del disco, filamentos alesnados, anteras semiglobosas; disco ligeramente plano, 4 o 5-lobado; ovario sésil, confluente con el disco, 3 o 4-locular, 1 óvulo en cada lóculo, estilo muy corto, estigma 3 o 4-lobado. Fruto una drupa pequeña, seca o carnosa, generalmente asimétrica, obovoide, comúnmente unilocular; semilla 1, erecta, sin arilo.

## Taxonomía
El género fue descrito por Patrick Browne y publicado en The Civil and Natural History of Jamaica in Three Parts 145, pl. 16, f. 1. 1756. La especie tipo es: Rhacoma crossopetalum L. 

## Especies seleccionadas
- Crossopetalum aquifolium
- Crossopetalum austrinum
- Crossopetalum budemeyeri
- Crossopetalum uragoga (Jacq.) Kuntze - hierba del maravedí[4]
- Lista completa de especies